# Horseland – A lovasklub
A Horseland – A lovasklub, néha: Horseland, a Lovasklub (eredeti cím: Horseland) 2006-tól 2008-ig vetített amerikai televíziós 2D-s számítógépes animációs sorozat, amelynek az alkotója Andy Heyward, a forgatókönyvírói Carter Crocker és Phil Harnage, a rendezője Karen Hyden, a zeneszerzője Ron Wasserman. A tévéfilmsorozat az LLC gyártásában készült, a DHX Media forgalmazásában jelent meg. Műfaját tekintve lovas kalandfilmsorozat. Az Egyesült Államokban a CBS vetítette, az Egyesült Királyságban a Pop Girl sugározta, Franciaországban a Télétoon adta le, Olaszországban a Rai 2 mutatta be, Magyarországon a Minimax adta.

## Ismertető
Valahol messze van egy szép vidék és ezen a vidéken van egy hely, amelynek neve Horseland Lovasklub. Ez a hely tele van legelőkkel és rengeteg hegyi ösvénnyel, az erdőn át. Itt él három kislány, akik 11-12 évesek és egy kisfiú is, aki velük egykorú. Rövid időn belül jó barátok lesznek, de közben megtanulnak a lovakról és a lovászkodásról mindent, ami ehhez szükséges. Ezek a lépések az idomítás bonyodalmai, a díjugratás izgalmai, bukásai és az állatok gondozása. Van egy testvérpár és egy idősebb fiú, akik folyton valami rosszban sántikálnak. De legjobban az állatok különleges képességei teszik különlegessé a Lovasklubot. A lovak mindannyian tudnak beszélni és az istálló körüli állatok is. Legalábbis mint állatok egymással.

## Szereplők

### Emberek
- Sarah Whitney – Szőke hajú, kék szemű tinédzserlány, aki szeret barátkozni. Nagyon barátságos a társaival, és szereti a szórakozást. Ezenkívül jól ért a lovakhoz, a lovak is szeretik őt. Gazdag családból származik, emiatt nem tekinti jobbnak magát másoknál. Piros dzsekit hord, piros nyakkendővel.
- Alma Rodriguez – Barna hajú, barna szemű tinédzserlány, aki spanyol családból származik. Nagyon szeret olvasni, és az egyik legjobb versenyző lovas. Van levelezőtársa, akinek neve, Alexander. Zöld mellényt hord, fehér inggel.
- Molly Washington – Sötétkékre festett, fekete hajú, barna szemű, sötét bőrű tinédzserlány, aki gyakran foglalkozik az élet problémáival. Nagyon humoros, ügyes, karizmatikus, kreatív, a szülei közül, az egyik afrikai, a másik amerikai, és jó a lovaglásban.
- Chloe Stilton – Szőkés-világosbarna hajú, zöld szemű tinédzserlány, sokszor magabiztos. Zoey nővére, gazdag családból származik. Gyakran öntelt, énközpontú, és szereti másoknak megmutatni tehetségét.
- Zoey Stilton – Vörös hajú, zöld szemű tinédzserlány, versengő. Chloe húga és a keresztvidéki csapat kapitánya.
- Bailey Handler – Barna hajú, kék szemű tinédzserfiú, aki gyakran játszik kockázatos szerencsejátékokat. Szereti a lovakat és a többi fajta állatokat. Az apjáé a Horseland lovasklub.
- Will Taggert – Szőke hajú, kék szemű tinédzserfiú, aki titkon diszlexiával küzd és Bailey unokatestvére. Gyakran felnőttesen cselekszik, és szeret népzenét hallgatni.
- Nanny Cloud – Sötétkékre festett, fekete hajú, barnás-zöld szemű tinédzserlány, aki büszke az örökségére, és élvezi a természetet. Világoskék és világossárga ruhát hord.
- Mary Whitney – Barna hajú, barna szemű tinédzserlány, vak, Sarah unokatestvére. Sötétkék szemüveget és fehér botot hord. Látás nélkül is, különböző érzésekkel, jó utakra irányítja a társait.

### Lovak
- Scarlett – Shagya arab, kanca. Jele: piros korona. Színe: fekete-piros. Gazdája: Sarah.
- Button – Pinto, herélt (bár a magyar hangja férfi). Jele: zöld lóhere. Színe: zöld-fekete-fehér Gazdája: Alma.
- Calypso – Appalossa, kanca. Jele: pink szív. Színe: barna-pink-fehér. Gazdája: Molly.
- Chili – Holland telivér, mén. Jele: lila gyémánt. Színe: világos- és sötétlila. Gazdája: Chloe.
- Pepper – Holland telivér, mén. Jele: türkizkék hold. Színe: sötét szürke-türkiz Gazdája: Zoey.
- Aztec – Kiger musztáng, mén. Jele: kék villám Színe: barna-kék. Gazdája: Bailey.
- Jimber – Palomino, mén. Jele: fekete csillag. Színe: aranysárga-fekete. Gazdája: Will.
- Sunburst – Palomino, mén. Jele: Türkiz nap. Színe: világos- és okkersárga. Gazdája: Nanny.

### Háziállatok
- Shep – Skót juhász. Nagyon bölcs, és jól világítja meg a fontos dolgokat.
- Teeny – Fekete-fehér foltos malac, a farkán egy masnit hord.
- Angora – Szürke angóramacska. Nagyon öntelt, és imádja, ha vele foglalkoznak.
- Mosey – Sarah fekete cicája, már meghalt.
- Bocsi- Törpe spicc. Még kis kutya az erdőben találtak rá. Egy kidobott kutyus aki a farmon maradt

## Magyar változat
A szinkront a Minimax megbízásából a Repro Videó Stúdió (1-2. évad), illetve a Subway Stúdió (3. évad) készítette.
| - Magyar szöveg: Kriváchy Orsolya, Abed-Hadi Forát - Hangmérnök: Zsebényi Béla - Gyártásvezető: Habdák Gabriella - Szinkronrendező: Abed-Hadi Forát - Felolvasó: Kárpáti Tibor - Főcímdal: Csuha Bori | - Magyar szöveg: Bogdán László - Hangmérnök: Pap Krisztián, Jung Norbert - Szinkronrendező: Gömöri V. István - Produkciós vezető: Kicska László - Főcímdal: Csuha Bori |

### Magyar hangok
- Berkes Bence – Alexander Buglick
- Bodrogi Attila – Jesse Golden
- Bogdányi Titanilla – Madison
- Bolla Róbert – Sunburst
- Böhm Anita – Mary Whitney
- Csondor Kata – Zoey Stilton
- Csuha Bori – Molly Washington
- Dögei Éva – Chloe Stilton
- Hamvas Dani – Will Taggert
- Járai Máté – Jimber (1-2. évad)
- Joó Gábor – Button
- Juhász György – Shep
- Kisfalusi Lehel – Aztec (3. évad)
- Kossuth Gábor – Aztec (1-2. évad)
- Lázár Erika – Scarlet
- Maday Gábor – Pepper, Bucephalus
- Magyar Bálint – Bailey Handler
- Molnár Ilona – Amber, Cubby (Bocsi)
- Németh Kriszta – Angora
- Nyírő Bea – Teeny
- Oláh Orsolya – Calypso
- Papucsek Vilmos – Jimber (3. évad), Chako, Diablo, Ronak, River
- Pipó László – Buddy
- Sánta Annamária – Nanny Cloud
- Seder Gábor – Chili, Chase Whitney
- Seszták Szabolcs – Smythe Smith Smithy
- Simonyi Piroska – Simbala, Talia Bentley
- Solecki Janka – Sarah Whitney
- Szokol Péter – Puma, Bennie
- Tamási Nikolett – Jasmine, Mesa
- Vadász Bea – Alma Rodriguez
- Versényi László – Mosey

## Epizódok
| #             | #   | Magyar bemutató | Eredeti bemutató | Magyar cím                      | Angol cím                          |
| ------------- | --- | --------------- | ---------------- | ------------------------------- | ---------------------------------- |
|               |     |                 |                  |                                 |                                    |
| ELSŐ ÉVAD     |     |                 |                  |                                 |                                    |
|               |     |                 |                  |                                 |                                    |
| 01.           | 01. | 2007.07.25.     | 2006.09.16.      | Nem a kocsi teszi a lányt       | You Can't Judge a Girl By Her Limo |
|               |     |                 |                  |                                 |                                    |
| 02.           | 02. | 2007.07.26.     | 2006.09.23.      | Nyerni is, meg nem is           | Win Some, Lose Some                |
|               |     |                 |                  |                                 |                                    |
| 03.           | 03. | 2007.07.27.     | 2006.10.14.      | Újra nyeregben                  | Back in the Saddle Again           |
|               |     |                 |                  |                                 |                                    |
| 04.           | 04. | 2007.07.30.     | 2006.10.07.      | Vaklárma                        | Cry Wolf                           |
|               |     |                 |                  |                                 |                                    |
| 05.           | 05. | 2007.07.31.     | 2006.09.30.      | Tűz, tűz, lobogó                | Fire, Fire, Burning Bright         |
|               |     |                 |                  |                                 |                                    |
| 06.           | 06. | 2007.08.01.     | 2006.10.21.      | Gyors barátok                   | Fast Friends                       |
|               |     |                 |                  |                                 |                                    |
| 07.           | 07. | 2007.08.02.     | 2006.10.28.      | Pepper fájdalma                 | Pepper's Pain                      |
|               |     |                 |                  |                                 |                                    |
| 08.           | 08. | 2007.08.03.     | 2006.11.04.      | A szörnyű igazság               | The Awful Truth                    |
|               |     |                 |                  |                                 |                                    |
| 09.           | 09. | 2007.08.06.     | 2006.11.25.      | A verseny                       | The Competition                    |
|               |     |                 |                  |                                 |                                    |
| 10.           | 10. | 2007.08.07.     | 2006.11.18.      | Sikerülni fog                   | The Can-Do Kid                     |
|               |     |                 |                  |                                 |                                    |
| 11.           | 11. | 2007.08.08.     | 2006.11.11.      | Érzékeny veszteség              | The Best Loss                      |
|               |     |                 |                  |                                 |                                    |
| 12.           | 12. | 2007.08.09.     | 2006.12.02.      | Bailey, a főnök                 | Boss Bailey                        |
|               |     |                 |                  |                                 |                                    |
| 13.           | 13. | 2007.08.10.     | 2007.09.22.      | Bailey új barátja               | Bailey's New Friend                |
|               |     |                 |                  |                                 |                                    |
| MÁSODIK ÉVAD  |     |                 |                  |                                 |                                    |
|               |     |                 |                  |                                 |                                    |
| 14.           | 01. | 2007.08.13.     | 2007.09.15.      | Első szerelem                   | First Love                         |
|               |     |                 |                  |                                 |                                    |
| 15.           | 02. | 2007.08.14.     | 2006.12.09.      | Igazi ajándék                   | A True Gift                        |
|               |     |                 |                  |                                 |                                    |
| 16.           | 03. | 2007.08.15.     | 2007.09.29.      | Molly és Chili                  | Molly and Chili                    |
|               |     |                 |                  |                                 |                                    |
| 17.           | 04. | 2007.08.16.     | 2007.10.06.      | Vadlovak                        | Wild Horses                        |
|               |     |                 |                  |                                 |                                    |
| 18.           | 05. | 2007.08.17.     | 2007.10.13.      | Varázslat a holdsütötte legelőn | Magic in the Moonlit Meadow        |
|               |     |                 |                  |                                 |                                    |
| 19.           | 06. | 2007.08.20.     | 2007.10.20.      | A suttogó                       | The Horse Whisperer                |
|               |     |                 |                  |                                 |                                    |
| 20.           | 07. | 2007.08.21.     | 2007.10.27.      | Mosey                           | Mosey                              |
|               |     |                 |                  |                                 |                                    |
| 21.           | 08. | 2007.08.22.     | 2007.11.03.      | Tolvaj a Lovasklubban           | The Big Parade                     |
|               |     |                 |                  |                                 |                                    |
| 22.           | 09. | 2007.08.23.     | 2007.11.10.      | A boldogság kék madara          | The Bluebird of Happiness          |
|               |     |                 |                  |                                 |                                    |
| 23.           | 10. | 2007.08.24.     | 2007.11.17.      | Lovagoljunk stílusosan          | Riding In Style                    |
|               |     |                 |                  |                                 |                                    |
| 24.           | 11. | 2007.08.27.     | 2007.11.24.      | Simbala                         | International Sarah                |
|               |     |                 |                  |                                 |                                    |
| 25.           | 12. | 2007.08.28.     | 2007.12.01.      | Légy hű önmagadhoz              | Changing Spots                     |
|               |     |                 |                  |                                 |                                    |
| 26.           | 13. | 2007.08.29.     | 2007.12.08.      | A keringő pletykák              | The Whispering Gallery             |
|               |     |                 |                  |                                 |                                    |
| HARMADIK ÉVAD |     |                 |                  |                                 |                                    |
|               |     |                 |                  |                                 |                                    |
| 27.           | 01. | 2008.12 29.     | 2008.09.13.      | A titok                         | The Secret                         |
|               |     |                 |                  |                                 |                                    |
| 28.           | 02. | 2008.12 30.     | 2008.09.20.      | Az újoncok                      | The Newbies                        |
|               |     |                 |                  |                                 |                                    |
| 29.           | 03. | 2009.01 01.     | 2008.09.27.      | Az építkezés                    | A New Development                  |
|               |     |                 |                  |                                 |                                    |
| 30.           | 04. | 2009.01 02.     | 2008.10.04.      | Az új jövevény                  | New Pup in Town                    |
|               |     |                 |                  |                                 |                                    |
| 31.           | 05. | 2009.01 05.     | 2008.10.11.      | River, a versenyló              | A Horse Named River                |
|               |     |                 |                  |                                 |                                    |
| 32.           | 06. | 2009.01 06.     | 2008.10.18.      | Az utolsó csepp                 | The Last Drop                      |
|               |     |                 |                  |                                 |                                    |
| 33.           | 07. | 2009.01 07.     | 2008.10.25.      | Ha nincs hír, az jó hír         | No News is Good News               |
|               |     |                 |                  |                                 |                                    |
| 34.           | 08. | 2009.01 08.     | 2008.11.01.      | Az új mobiltelefon              | Talk Talk                          |
|               |     |                 |                  |                                 |                                    |
| 35.           | 09. | 2009.01 09.     | 2008.11.08.      | A két kiscsikó                  | Oh, Baby                           |
|               |     |                 |                  |                                 |                                    |
| 36.           | 10. | 2009.01 12.     | 2008.11.15.      | Az örökség napja                | Heritage Days                      |
|               |     |                 |                  |                                 |                                    |
| 37.           | 11. | 2009.01 13.     | 2008.11.22.      | A hercegnő                      | The Princess                       |
|               |     |                 |                  |                                 |                                    |
| 38.           | 12. | 2009.01 14.     | 2008.11.29.      | Egy kis túlsúly                 | Added Weight                       |
|               |     |                 |                  |                                 |                                    |
| 39.           | 13. | 2009.01 15.     | 2008.12.06.      | Szeretlek tesó                  | Sister, Sister                     |
|               |     |                 |                  |                                 |                                    |